# 207丁目駅 (IRTブロードウェイ-7番街線)
207丁目駅（207ちょうめえき、英: 207th Street）は、マンハッタン区インウッドの207丁目と10番街交差点に位置するニューヨーク市地下鉄IRTブロードウェイ-7番街線の駅である。1系統が終日停車する。

## 歴史
駅は1906年に建設が完了していたが、付近の人口密度の低さが影響して、開業は1907年4月1日となった。
1916年には当駅で事故が起こり、乗務員1名と乗客12名が負傷した。
1948年7月9日には当駅から238丁目駅までの各駅のホームが延伸された。この際42万3000ドルの投資が行われた。

## 駅構造
| P ホーム階 | 相対式ホーム、右側ドアが開く | 相対式ホーム、右側ドアが開く                            |
| P ホーム階 | 北行緩行線                   | ← ヴァン・コートランド・パーク-242丁目行き（215丁目駅） |
| P ホーム階 | 混雑方向急行線               | → 定期列車設定なし                                      |
| P ホーム階 | 南行緩行線                   | → サウス・フェリー駅行き（ダイクマン・ストリート駅）→   |
| P ホーム階 | 相対式ホーム、右側ドアが開く |                                                         |
| G          | 地上階                       | 出入口                                                  |

当駅は相対式ホーム2面3線の高架駅で、中央の急行線を使用する定期列車は設定されていない。ホーム端に点字ブロックがありながら防風壁の劣化が顕著であり、壁にはニューヨーク市地下鉄標準の駅名標がついている。屋根は濃い赤色で、緑色の柱で支えられている。また、北側に207丁目車両基地への分岐があり、近くには渡り線もある。
Wopo Holup制作のアートワークElevated Nature I-IVが南行ホームの駅舎に飾られている。

### 出入口
改札は各ホーム中央に位置し、改札内で南北ホームの行き来はできない。南行ホーム側の改札に駅員が配置されている。南行ホームからは207丁目と10番街交差点の北西・南西に、北行ホームからは同交差点の北東・南東に階段が接続している。なお、北東の階段から入場することはできない。